# Produktionsfondsabgabe
Die Produktionsfondsabgabe (PFA) war in der DDR eine Abführung der volkseigenen Betriebe an den Staatshaushalt. In Handelsbetrieben galt die Handelsfondsabgabe.
Die Produktionsfondsabgabe wurde 1965 im Zuge des Neuen Ökonomischen Systems der Planung und Leitung eingeführt. Sie sollte die Betriebe zu einer effektiven Ausnutzung der vorhandenen Produktionsanlagen anhalten. Die Produktionsfondsabgabe betrug 6 % auf den Bestand der materiellen Grund- und Umlaufmittel, also des Anlage- und materiellen Umlaufvermögens. Sie hatte damit den Charakter einer betrieblichen Vermögensteuer. Auf Überplanbestände war eine zusätzliche PFA von 6 % zu zahlen.
Die PFA war zuletzt in der Verordnung über die Produktionsfondsabgabe vom 9. Mai 1985 geregelt. Die Einnahmen des Staatshaushaltes aus der PFA betrugen 1988 30 Mrd. Mark der DDR. Mit der Einführung der Währungs-, Wirtschafts- und Sozialunion zum 1. Juli 1990 wurde die PFA aufgehoben.